# 37 př. n. l.

## Úmrtí
- Publius Terentius Varro Atacinus (* 82 př. n. l.) – římský básník

## Hlavy států
- Parthská říše – Fraatés IV. (38 – 2 př. n. l.)
- Egypt – Ptolemaios XV. Kaisarion Filopatór Filométor (44 – 30 př. n. l.) + Kleopatra VII. (doba vlády 51 př. n. l. – 30 př. n. l.)[1][2]
- Čína – Juan-ti (dynastie Západní Chan)